# Anemone filisecta
Anemone filisecta är en ranunkelväxtart som beskrevs av Cheng Yih Wu och W.T. Wang. Anemone filisecta ingår i släktet sippor, och familjen ranunkelväxter. Inga underarter finns listade i Catalogue of Life.